# 大澤三之助
大澤 三之助（おおさわ さんのすけ、1867年7月22日（慶応3年6月21日） - 1945年（昭和20年）7月26日）は、日本の建築家。東京美術学校等で後進を指導した。

## 経歴
江戸（現東京）麻布生まれ。父・大沢昌督は町医者で、維新後、陸軍の薬剤官となる。18歳の時、尾崎紅葉らの硯友社が創刊した「我楽多文庫」の挿絵を描いた。1891年、第一高等学校卒業、東京帝国大学工科大学造家学科に進み、1894年卒業。卒業後、1年志願兵として兵役に就く。
1897年3月、東京美術学校図案科講師、1902年12月、図案科二部（建築装飾）の教授に就任。また、1899年 - 1904年は東京帝国大学で講師を務めたほか、1905年には陸軍歩兵大尉となる。
1906年、文部省留学生としてイギリスに留学。1909年、フランス、イタリアと回る。1910年にロンドンで開催される「日英博覧会」のため滞欧期間を延長。同年10月に帰国。
1914年、片山東熊の後任として宮内省内匠寮技師になる。1915年、学位（工学博士）を授与される。1920年、内匠寮工務課長、東京美術学校講師（嘱託）。1924年、宮内省を免職。
1927年、新設の東京高等工商学校（現芝浦工業大学）建築学科長。1935年、中央工学校校長。戦時中の1945年7月、疎開先の鎌倉で逝去。

## 栄典
- 1918年（大正7年）6月29日 - 勲四等瑞宝章[2]

## 作品
- 東京美術学校図案科教室（1914年）：現存しない
- ローマ日本美術展会場（1930年）：現存しない

住宅
- 有栖川宮邸（1902年）：一部を円福寺（京都府八幡市）に移築
- 岩村透邸（1912年、1914年）：現存しない

## 論文
- 「日光廟建築論」（1903年、東京帝国大学紀要）：塚本靖と共著
- 「和城に就て」（1904年、『建築雑誌』連載）
- 「ガーデン・シチーに就いて」（1912年、『建築工芸叢誌』連載）：田園都市を紹介した初期の論考として知られる。

## 家族
姉（貞）は化学者の宇都宮三郎と、妹（絲）は福澤一太郎（福澤諭吉長男）と結婚。
妻（みよ子）は長谷部辰連（貴族院議員）の長女で、建築家長谷部鋭吉の姉。長男（健吉）、三男（三郎）は建築家、次男（大沢昌助）は洋画家。